# ミヨン
チョ・ミヨン（조미연、曺薇娟、Cho Mi-Yeon、1997年1月31日 - ）は、韓国の歌手、女優。韓国のアイドルグループ「i-dle」のメインボーカルとビジュアル担当。元YG練習生。血液型B型、身長162cm。CUBEエンターテインメント所属。

## 来歴

### 生い立ち・デビューまで
1997年1月31日生まれ。父の影響で幼い頃から歌に強い関心があり、ヴァイオリン、ギター、ピアノなどさまざまなスキルを学ぶために音楽学校に通った。
中学生の頃、YGエンターテインメントのオーディションを受け、5年間練習生として過ごしBLACKPINKの前身グループ「PINK PUNK」へのデビュー候補生となるが、デビューは叶わなかった。その後、現在の事務所へ移籍。ボーカルスキルや作曲の仕方なども学んだ。こうしてi-dleとしてデビューするまで、約8年間に及ぶ練習生期間を過ごした。

### (G)I-DLEとしてデビュー（2018年 - ）
2018年5月2日、(G)I-DLEのメンバーとしてミニアルバム『I am』をリリースしてデビュー。

### ソロでの音楽活動（2018年 - ）
2018年10月26日、4人組バーチャルK-POPガールズグループK/DAに自身がボーカルとして参加し、League of Legends内のキャラクターの1人であるアーリの声を担当することが発表された。同年11月3日、League of Legends World Championship Finalのオープニングセレモニーにおいて、ソヨン、マディソン・ビアー、ジャイラ・バーンズらとともに、楽曲「POP/STARS」のパフォーマンスを披露。
2019年7月9日、Amoeba CultureとDevine Channelによる共同プロジェクトの一環として、ラッパーのHangzooとコラボした楽曲「Cart」がリリース。
2020年10月、ドラマ「ドドソソララソ」のOST「We Already Fell In Love」にミンニと歌唱参加。
2020年11月26日、ドラマ「九尾狐伝」のOST「My Destiny」に歌唱参加。初のソロ歌唱OSTである。
2021年2月19日、ドラマ「リプレイ：再び始まる瞬間」のOST「Dreaming About You」がリリース。
2021年10月11日、DJとして活躍するRaidenがリリースした楽曲「Side Effect」に参加。
2021年10月13日、SUPER JUNIORのドンへがリリースした楽曲「Blue Moon」に参加。
2021年11月17日、ラッパーのキッド・ミリがリリースした楽曲「Kitty」に参加。
2021年11月21日、自身も出演するドラマ「大人練習生」のOST「Imagine Love」がリリース。
2022年2月8日、ドラマ「花が咲けば、月を想い」のOST「Someday」がリリース。
2022年4月27日、1stミニアルバム「MY」でソロアーティストとしてデビュー。(G)I-DLEからのソロデビューは3人目である。
2023年2月6日、ドラマ「その恋、断固お断りします」のOST「Sweet Dream」がリリース。

### 女優としてデビュー（2021年 - ）
2021年1月19日、ドラマ「リプレイ：再び始まる瞬間」で主演のユ・ハヨン役として女優デビュー。
2021年11月12日、ドラマ「大人練習生」で主人公のクラスメイト、パン・イェギョン役を演じる。
2021年11月12日、ドラマ「デリバリー」でクァク・ドゥシク役を演じる。元MYTEENのイ・テビンとのダブル主演。
2021年12月、ドラマ「彼女のバケットリスト」でイ・ヘイン役を演じる。

## ディスコグラフィー

### 単独作品

#### ミニアルバム
| No. | タイトル           | 収録曲                                                            | 備考 |
| --- | ------------------ | ----------------------------------------------------------------- | ---- |
| 1st | MY (2022年4月27日) | 1. Rose 2. Drive 3. Softly 4. TE AMO 5. Charging 6. 소나기 (夕立) |      |

### 参加楽曲
| タイトル                              | 発売年 | 収録アルバム                    | 備考                                       |
| ------------------------------------- | ------ | ------------------------------- | ------------------------------------------ |
| Cart                                  | 2019   | Cart                            | - 韓国の歌手、ヘンジュとのコラボレーション |
| We Already Fell In Love               | 2020   | ドドソソララソ OST Part.4       | - ミンニとのコラボ                         |
| My Destiny                            | 2020   | 九尾狐伝 OST Part.8             | - 初の単独OST                              |
| Dreaming About You                    | 2021   | Replay OST Part.6               |                                            |
| 마음이 닿는 법 (心が届く方法)         | 2021   | Replay 特別 OST                 |                                            |
| 너는 나의 숨이였다 (君は僕の息だった) | 2021   | 너는 나의 숨이였다              |                                            |
| Side Effect                           | 2021   | Love Right Back                 |                                            |
| Blue Moon                             | 2021   | California Love                 |                                            |
| Kitty                                 | 2021   | Kitty                           |                                            |
| Imagine Love                          | 2021   | 大人練習生 OST Part.2           |                                            |
| Someday                               | 2022   | 花が咲いたら月を思い OST Part.8 |                                            |

## 出演
※単独出演のみ記載

### ラジオ
| 年度 | 放送日時 | 放送局     | タイトル       | 備考   | 参考 |
| ---- | -------- | ---------- | -------------- | ------ | ---- |
| 2020 | 4月28日  | NAVER NOW. | アベンガールズ | ゲスト |      |
| 2021 | 2月9日〜 | NAVER NOW. | 噂のアイドル   | ホスト |      |
| 2021 | 10月11日 | NAVER NOW. | 応酬CINE       | ゲスト |      |

### ドラマ
| 年度 | 放送局    | タイトル                 | 備考 | 参考 |
| ---- | --------- | ------------------------ | ---- | ---- |
| 2021 | LIKE THAT | リプレイ: また始まる瞬間 | 主演 |      |
| 2021 | YouTube   | デリバリー               | 主演 |      |
| 2021 | TVING     | 大人練習生               | 主演 |      |
| 2021 | Kakao TV  | 彼女のバケットリスト     | 主演 |      |

### 番組
| 年度 | 放送日時           | 放送局         | タイトル                             | 備考   | 参考 |
| ---- | ------------------ | -------------- | ------------------------------------ | ------ | ---- |
| 2020 | 2月23日〜3月1日    | MBC            | ミステリー音楽ショー 覆面歌王        |        |      |
| 2021 | 2月18日〜          | Mnet           | M COUNTDOWN                          | 固定MC |      |
| 2021 | 6月24日            | MBC every1     | 大韓外国人                           |        |      |
| 2021 | 7月8日〜9月23日    | iHQ            | 星から来たクイズ                     | 固定MC |      |
| 2021 | 7月17日            | Alleh TV seezn | 2021年またもう一回K-POPコンサート    | MC     |      |
| 2021 | 8月7日             | tvN            | ドレミマーケット                     |        |      |
| 2021 | 10月11日、16日     | MBC            | カナさあ一緒に                       | MC     |      |
| 2021 | 11月16日〜12月17日 | tvND           | ゲット・イット・ビューティー・サロン | MC     |      |
| 2021 | 11月19日〜1月7日   | TVING          | ラブキャッチャー インソウル          |        |      |
| 2021 | 12月31日           | MBC            | 2021 MBC 歌謡大祭典                  |        |      |
| 2022 | 1月6日             | MBC            | 深夜怪談会                           |        |      |

### 雑誌
| 年度 | 発売月 | 発売社        | 参考 |
| ---- | ------ | ------------- | ---- |
| 2021 | 11月   | Maps Magazine |      |
| 2021 | 12月   | @star 1       |      |

## 受賞

### 音楽番組1位
| 放送年 | 放送日 | 音楽番組 | 曲名  | 参考   |
| ------ | ------ | -------- | ----- | ------ |
| 2022年 | 5月3日 | THE SHOW | Drive | [ 10 ] |